# Bursera tecomaca
Bursera tecomaca är en tvåhjärtbladig växtart som beskrevs av Standley. Bursera tecomaca ingår i släktet Bursera och familjen Burseraceae. Inga underarter finns listade i Catalogue of Life.